# Георг Кайзер
Георг Кайзер (нім. Georg Kaiser, 25 листопада 1878, Магдебург, Німеччина — 4 червня 1945, Аскона, Швейцарія) — німецький драматург, поет, прозаїк. Один з найвидатніших представників німецької літератури XX сторіччя. Найяскравіший представник драматургії експресіонізму.

## Біографія
Був п'ятим із шести синів страхового агента Фрідріха Кайзера. З 1885 до 1888 рік Кайзер відвідував початкову школу у Магдебурзі. З 1888 до 1894 рік навчався у тому ж місті у парафіяльній євангелістській школі (гуманістичної гімназії при монастирі Святої Діви). Під час навчання у гімназії, виявив інтерес до музичних концертів, опер і театральних вистав.
У 1894 році Кайзер кинув гімназію через неприйняття методів навчання, що застосовувалися в ній. Як опозиціонер до магдебурзького літературного товариства «Шекспір» він організував читацьке товариство «Сапфо», для якого і починає писати перші — т. зв. учнівські — п'єси. Серед них: «Бубновий король» (перша редакція: 1895—1896) «Комічна опера для різдвяного балу» (1897), «Фауст» (1897) та ін.
У 1898 році Кайзер як навантажувач вугілля вирушив у подорож до Південної Америки. Опанувавши іспанську, в Буенос-Айресі працював конторником. Багато подорожував Південною Америкою, врешті-решт захворів на малярію.
У 1901 році Кайзер повертається у Магдебург. Страждав від нападів малярії. Пробувши якийсь час у Магдебурзі, Кайзер починає їздити Німеччиною і живе то у Потсдамі, то у Бад-Кезені, то у Наумбурзі. У 1902 році проходив лікування у Берліні від нервової хвороби.
У 1908 році Кайзер одружується з Маргаретою Габеніхт, доньці великого магдебурзького торговця. З 1908 до 1916 рік жив поперемінно у Зеегайм-Югенгаймі та Веймарі. Під час Першої світової війни за станом здоров'я не потрапив в армію, але працював у Червоному Хресті.
У 1911 році вийшов у пресі перший твір Кайзера — це п'єса «Єврейська вдова», написана на основі біблійного сюжету про Юдіфи і в першому виданні має підзаголовок «Біблійна комедія».
У травні 1914 року у Кайзера народився первісток — син Данте Ансельм Кайзер.
У 1915 році Кайзера вперше ставлять у театрі. Прем'єра п'єси «Випадок зі школярем Вегезаком» відбулася 11 лютого у віденському театрі «Neue Wiener Bühne». Перший сценічний успіх Кайзеру приносить постановка однієї з його найвідоміших п'єс «Громадяни Кале», прем'єра якої відбулася 28 січня 1917 року у «Neues Theater» у Франкфурті-на-Майні.
У серпні 1918 року народився другий син Кайзера — Міхаель Лорент.
У 1919—1920 роках Кайзер жив у Мюнхені, але часто їздив до Берліна. У той час драматург відчув серйозні фінансові труднощі, не маючи ніякої постійної роботи. У листопаді 1919 року народилася його донька Єва Сибілла.
У листопаді 1920 року Кайзера з дружиною заарештовують за фінансові розтрати та шахрайство. Їхні діти, всі троє, потрапляють до притулку для бідняків. Справі намагаються надати політичного забарвлення, натякаючи на зв'язок Кайзера з комуністами, але марно. У 1921 році драматурга звільняють. У травні він переїжджає до околиці Берліна.
У період з 1921 до 1933 рік Кайзер досягає піку популярності. Його експресіоністичні п'єси — трилогія «Корал» (1916) / «Газ» (1918) / «Газ II» (1919), «Пекло — Шлях — Земля» (1918) та ін. — ставляться не тільки по всій Німеччині та Європі, але і в усьому світі, включно з Америкою, Японією й Австралією. П'єса «Єврейська вдова» викликала невдоволення єврейських ортодоксальних кіл.
З приходом до влади націонал-соціалістів практично всі письменники та художники, які працювали у напрямку експресіонізм, стають «поза законом». Ця доля не минула і Кайзера. Прем'єра його «Срібного озера» в постановці Курта Вайля і Густава Брехера на сцені лейпцизького Старого театру 13 лютого 1933 року (рівночасно — в Магдебурзі та в Ерфурті) спровокувала гучний скандал. Результатом стала заборона на публікацію та постановку будь-яких творів драматурга.
У 1938 році Кайзер, залишивши родину, таємно емігрував до Швейцарії, де і залишається до кінця життя. В еміграції драматург існував на гроші меценатів і постійно переїжджав з місця на місце. При цьому він багато та плідно працював, залишаючись самим популярним закордонним драматургом в країні.
Помер Кайзер 4 червня 1945 року від емболії. Прах поховано в Моркоті.

## Характеристика творчості
П'єси Георга Кайзера — яскрава сторінка в літературі XX століття. У перших драматичних творах Кайзер не приховував наслідування різних зразків. Поступово воно перетворюється на гру з такими попередниками як Август Стріндберг і Франк Ведекінд. Це добре помітно у п'єсах 1910-х років, об'єднаних дослідниками під назвою «комедії плоті».
У свій експресіоністський період Кайзер знайшов творчу незалежність. Стиль Кайзера підкреслено індивідуальний. Перший дослідник творчості Кайзера, швейцарець Бернгард Дібольд, у монографії «Георг Кайзер грає з думкою», присвяченій його творчості 1914—1924 років, зазначав: «Написати драму значить: додумати думку до кінця»; «У того, хто розуміє, як багато цікавих ідей, чи залишається час на любов».
Його експресіоністичні твори мали великий успіх.
Опинившись в еміграції, Кайзер, на відміну від багатьох інших експресіоністів, не тільки не перестав писати, але, навпаки, досяг нової творчої висоти. Наприкінці життя Кайзеру вдається реалізувати одне із завдань, яке намагалися вирішити багато художників першої половини XX століття. У трилогії, умовно званої «еллінською» драмою, він воскрешає міф.
Крім драматургії Кайзер написав велику кількість віршів, низку статей про театр, драматургію та культурі в цілому, кілька кіносценаріїв і романів.

## Твори (вибірково)

### П'єси
Георг Кайзер написав понад 70 п'єс. (Дати в дужках — редакції)
- Бубновий король (1895/96; 1902/03)
- Випадок зі школярем Вегезаком (1901/02; 1912/13; 1914/15)
- Єврейська вдова (1904; 1909/10; 1920; 1921)
- Король-рогоносець (1910)
- З ранку до півночі (1912)
- Громадяни Кале (1912/13; 1923)
- Ректор Кляйст (1914)
- Корал (1917)
- Пекло — Шлях — Земля (1918)
- Газ (1918)
- Газ II (1919)
- Шкіряні голови (1928)
- Срібне озеро (1933)
- Тулузький садівник (1937/38)
- Солдат Танака (1940)
- Пліт медузи (1940—1943)
- Двічі Амфітріон (1944)
- Беллерофонт (1945)

### Романи
- Досить (1930—31)
- Вілла Ауреа (1938—39)